# Tarzali
Tarzali är en ort i Australien. Den ligger i kommunen Tablelands och delstaten Queensland, omkring 1 400 kilometer nordväst om delstatshuvudstaden Brisbane. Antalet invånare är 850.
Runt Tarzali är det mycket glesbefolkat, med 6 invånare per kvadratkilometer.. Närmaste större samhälle är Malanda, nära Tarzali. 
Omgivningarna runt Tarzali är en mosaik av jordbruksmark och naturlig växtlighet. Genomsnittlig årsnederbörd är 2 169 millimeter. Den regnigaste månaden är mars, med i genomsnitt 496 mm nederbörd, och den torraste är oktober, med 36 mm nederbörd.